# Geode

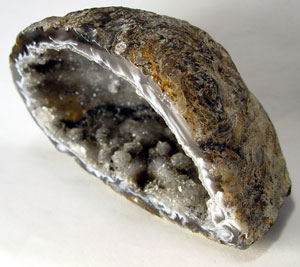
Un geode sezionato a metà.

Un geòde  è una cavità interna ad una roccia ignea, di forma tendenzialmente sferica, rivestita di cristalli. Con lo stesso termine si può intendere sia la cavità sia la formazione cristallina che la racchiude.
I geodi si formano all'interno di masse di magma il cui raffreddamento non omogeneo e molto lento permette ai minerali di disporsi ordinatamente secondo il reticolo cristallino.
Rappresentano, di fatto, bolle di gas variamente modellate dallo scorrimento maggiore o minore del liquido magmatico. Quanto minore è la viscosità del liquido, tanto più allungata può essere la forma del geode di cui la parte più acuminata coincide con la direzione dello scorrimento del flusso. Sulle pareti interne dei geodi si possono sviluppare raggruppamenti di cristalli (tra i più comuni quarzo, zeoliti, carbonati e solfati) "cresciuti" grazie alla particolare composizione chimica e alla temperatura relativamente alta (da 850 a 50 °C) dei fluidi idrotermali percolati attraverso la roccia.
Possono avere dimensioni variabili da pochi centimetri fino, in casi eccezionali, ad alcuni metri, delle vere e proprie grotte.
L'ametista è uno degli esempi più comuni di cristallo che si forma all'interno di geodi.